# Беккер, Карл Фридрих
Карл Фридрих Беккер (нем. Karl Friedrich Becker; 1777—1806) — немецкий историк, писатель
, автор известной Беккеровской всемирной истории.

## Биография
Родился 11 марта 1777 года в Берлине.
Учился в Галле и некоторое время занимался педагогической деятельностью в Котбусе, где его приняли в масонскую ложу Zum Brunnen in der Wüster.
В 1798—1800 годах преподавал в Берлине. Затем, по слабости здоровья отказался от всякой внешней деятельности и посвятил себя исключительно историческим трудам.

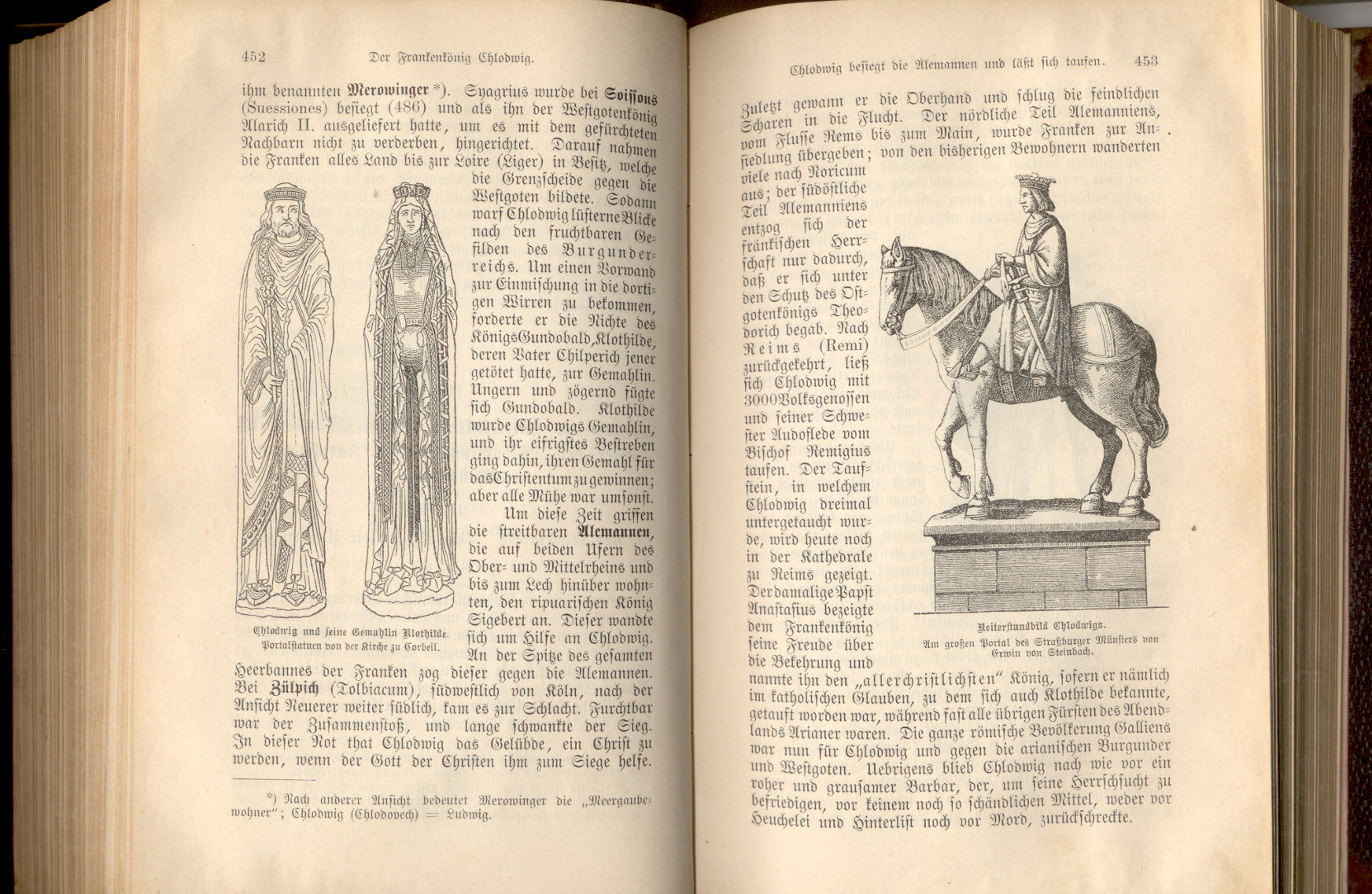
Страницы 452—453 Беккеровской истории, немецкое здание 1885 года

В 1801—1805 годах он опубликовал девятитомную «Всемирную историю для детей и юношества», которая приобрела широкую популярность в европейских странах — во многом благодаря своим литературным достоинствам.
В дореволюционной России в русском переводе Н. И. Греча («Древняя история». — СПб., 1843) эта история послужила руководством для нескольких поколений гимназистов.
Умер 15 марта 1806 года в возрасте 29 лет.